# Fußball-Verbandspokal 1995/96
Über den Fußball-Verbandspokal 1995/96 wurden die Teilnehmer der 21 Landesverbände des DFB am DFB-Pokal 1996/97 ermittelt. Die Sieger der Verbandspokale waren zur Teilnahme an der ersten Runde des DFB-Pokals berechtigt. Die zwei mitgliederstärksten Verbände Bayern und Niedersachsen entsendeten zusätzlich jeweils den unterlegenen Finalisten. Somit qualifizierten sich 23 Amateurvereine über die Verbandspokale für den nationalen Pokalwettbewerb.

## Endspielergebnisse
Die Tabelle gibt eine Übersicht über die Verbandspokal-Endspiele der Saison 1995/96. Die Abkürzungen hinter den Vereinsnamen stehen für die Spielklassenzugehörigkeit der gleichen Saison: RL = Regionalliga, OL = Oberliga, VL = Verbandsliga, LL = Landesliga, BL = Bezirksliga.
| Verbandspokal-Endspiele (Saison 1995/96) |                              |                                  |                                                       |                     |
| Verband | Pokal                        | Sieger                           | Finalist                                              | Ergebnis            |
| Baden | Badischer Verbandspokal      | Karlsruher SC (Amateure) (OL)    | SV Sandhausen (RL)                                    | 3:1                 |
| Bayern 1 | BFV-Pokal                    |                                  | 1. FC Schweinfurt 05 (OL) SpVgg Greuther Fürth 2 (RL) | nicht ausgetragen 2 |
| Berlin | Paul-Rusch-Pokal             | Tennis Borussia Berlin (RL)      | Hertha Zehlendorf (RL)                                | 2:1                 |
| Brandenburg | FVB-Pokal                    | FC Energie Cottbus (RL)          | Frankfurter FC Victoria 91 (VL)                       | 3:1                 |
| Bremen | Roland-Pokal                 | FC Bremerhaven (OL)              | FC Oberneuland (VL)                                   | 5:2                 |
| Hamburg | Toto-Pokal                   | Hamburger SV (Amateure) (RL)     | SC Concordia Hamburg (RL)                             | 3:1 n. V.           |
| Hessen | HFV-Pokal                    | SV Wehen Taunusstein (OL)        | SC Neukirchen (RL)                                    | 3:2 n. V.           |
| Mecklenburg-Vorpommern | Mecklenburg-Vorpommern-Pokal | Greifswalder SC (OL)             | Polizei SV Rostock (OL)                               | 4:3                 |
| Mittelrhein | FVM-Pokal                    | Bayer Leverkusen (Amateure) (OL) | FV Bad Honnef (OL)                                    | 3:2                 |
| Niederrhein | ARAG-Cup                     | Rot-Weiß Oberhausen (RL)         | FC Remscheid (OL)                                     | 2:0                 |
| Niedersachsen 1 | NFV-Pokal                    | Kickers Emden (RL)               | SSV Vorsfelde (VL)                                    | 3:0 n. V.           |
| Rheinland | Rheinlandpokal               | FSV Salmrohr (RL)                | Eintracht Trier (RL)                                  | 1:0                 |
| Saarland | Saarlandpokal                | Borussia Neunkirchen (RL)        | FC 08 Homburg (RL)                                    | 2:1                 |
| Sachsen | Sachsenpokal                 | VfB Leipzig (Amateure) (LL)      | Chemnitzer FC (Amateure) (OL)                         | 2:1 n. V.           |
| Sachsen-Anhalt | Sachsen-Anhalt-Pokal         | FSV Lok Altmark Stendal (RL)     | VfL Halle 96 (LL)                                     | 3:0                 |
| Schleswig-Holstein | SHFV-Pokal                   | Holstein Kiel (RL)               | TSV Nord Harrislee (OL)                               | 2:1 n. V.           |
| Südbaden | SBFV-Pokal                   | FV Donaueschingen (VL)           | SV Oberachern (BL)                                    | 5:1                 |
| Südwest | Südwestpokal                 | TSG Pfeddersheim (OL)            | n. b. 3                                               | n. b. 3             |
| Thüringen | TFV-Pokal                    | FSV Wacker 90 Nordhausen (RL)    | FC Rot-Weiß Erfurt (RL)                               | 1:0                 |
| Westfalen | Stiftpokal                   | TuS Paderborn-Neuhaus (RL)       | SpVgg Erkenschwick (RL)                               | 4:1                 |
| Württemberg | WFV-Pokal                    | SV Bonlanden (OL)                | SpVgg Au/Iller (VL)                                   | 1:0                 |
| 1 Aus den zwei Landesverbänden mit den meisten Herrenmannschaften im Spielbetrieb (Bayern und Niedersachsen) nahm zusätzlich der unterlegene Pokalfinalist teil. 2 SpVgg Greuther Fürth qualifizierte sich noch als SpVgg Fürth nach einem 2:0-Sieg im Halbfinale über den SV Landau/Isar für das Endspiel. Da beide DFB-Pokalteilnehmer bereits feststanden, wurde vermutlich aus Termingründen auf eine Austragung des Endspiels verzichtet. 3 Spiele und Ergebnisse liegen nicht vor. |                              |                                  |                                                       |                     |

## Quelle
- Deutscher Sportclub für Fußball-Statistiken (Hrsg.): Die Regionalligen 1995/96, Dautmergen, 1996, S. 151ff.